# Planica (gmina Rače-Fram)
Planica – wieś w Słowenii, w gminie Rače-Fram. W 2018 roku liczyła 137 mieszkańców.